# Greatest Hits (Quiet Riot)
Greatest Hits è un album raccolta della band statunitense Quiet Riot pubblicato il 20 febbraio 1996 per l'Etichetta discografica Sony Records.

## Tracce
1. Cum on Feel the Noize (Holder, Lea) 4:47
2. Bang Your Head (Metal Health) (Cavazo, DuBrow) 5:17
3. Slick Black Cadillac (DuBrow)4:14
4. The Wild and the Young (Banali, Cavazo, DuBrow, Proffer, Wright) 3:38
5. Mama Weer All Crazee Now (Holder, Lea) 3:36
6. Party All Night (DuBrow) 3:32
7. The Joker (Banali, Cavazo, Kirksey, Proffer, Shortino) 3:56
8. Stay With Me Tonight (Banali, Cavazo, Proffer, Shortino) 4:29
9. Callin' the Shots (Banali, Cavazo, Proffer, Shortino, Waldo) 4:41
10. Bang Your Head (Metal Health) [live] (Banali, Cavazo, Cavazo, DuBrow) 5:40
11. Let's Get Crazy [live] (DuBrow) 5:08

## Lineup
- Kevin DuBrow - Voce
- Carlos Cavazo - Chitarra
- Rudy Sarzo - Basso
- Frankie Banali - Batteria

### Altri musicisti
- Paul Shortino - Voce nelle tracce 7, 8, 9.
- Chuck Wright - Basso, Cori
- Jimmy Waldo - Tastiere nelle tracce 7, 8, 9.